# در برج جوزا
در برج جوزا (دانمارکی: I Tvillingernes tegn) یک فیلم اروتیک کمدی و عاشقانهٔ دانمارکی است که در سال ۱۹۷۵ منتشر شد. این فیلم، سومین فیلم از مجموعه فیلم‌های زودیاک (مجموعه‌ای از فیلم‌های کمدی جریان اصلی) است که حاوی صحنه‌های سکس هاردکور است.

## گزیدهٔ بازیگران
- اوله سولتوفت
- پربن مارت
- کارل استگر
- بنت واربورگ
- انه بی واربورگ
- لوئیز فرورت
- آرتور ینسن
- پل بونگار
- کیت مونت